# بنت چمپ کلرک
بنت چمپ کلرک (به انگلیسی: Bennett Champ Clark) سناتور سابق عضو حزب دموکرات ایالات متحده آمریکا بود. وی در سال ۱۹۳۳ تا ۱۹۴۵ میلادی سناتور ایالت میزوری در سنای ایالات متحده آمریکا بود.